# سی. وی. ویشوشوارا
سی. وی. ویشوشوارا (انگلیسی: C. V. Vishveshwara ) یک دانشمند اهل هند بود.